# Daily Courant
The Daily Courant była pierwszą gazetą codzienną w Wielkiej Brytanii.
Pierwszy numer wyszedł 11 marca 1702. Redaktorem była Elizabeth Mallet mająca swe biuro na piętrze nad pubem White Hart na Fleet Street w Londynie. Gazetę drukowano do 1735.

## Historia
Gazeta składała się tylko z jednej stronicy z dwiema kolumnami. Mallet miała zamiar publikować jedynie doniesienia o sprawach zagranicznych.
Mallet sprzedała gazetę Samuelowi Buckleyowi, który przeniósł redakcję niedaleko St Bartholomew's Hospital. Buckley drukował potem gazetę „The Spectator” dla Josepha Addisona. The Daily Courant połączył się z „Daily Gazetteer” w roku 1735.
Możliwe, że starsza od Daily Courant jest inna gazeta codzienna „The Norwich Post”, która według niektórych historyków wychodziła od roku 1701.